# The Last of Us (франшиза)
The Last of Us (букв. с англ. — «Последние из нас», сокр. TLoU), в официальной русской локализации «Одни из нас», — серия компьютерных игр в жанре action-adventure с элементами survival horror и стелс-экшена, разработанная студией Naughty Dog и изданная Sony Interactive Entertainment. Действие игр серии происходит в постапокалиптическом будущем на территории бывших Соединённых Штатов Америки после глобальной эпидемии, вызванной опасно мутировавшим грибом кордицепсом. По состоянию на июнь 2018 года общий тираж игр серии The Last of Us составил 17 млн копий.
Идея глобальной пандемии в The Last of Us родилась после того, как сценарист серии Нил Дракманн и режиссёр Брюс Стрейли просмотрели документальный фильм «Планета Земля» на канале BBC, где было показано как опасный гриб — паразит кордицепс, который обычно убивает насекомых, таких как муравьи, гусеницы, мухи или пауки, в прямом смысле слова начинает прорастать в организме, и насекомое превращается в некое подобие инфицированного зомби. Инфекция происходит в головном мозге и вызывает грибковый рост на голове. Мысль о том, что гриб может заразить людей, стала основной идеей игры.
Сайт GamesRadar отмечает сходство игры с фильмами «Дорога», «Дитя человеческое», «28 дней спустя», «Я — легенда» и «День триффидов», а также с телесериалом «Ходячие мертвецы». Журнал Game Informer по итогам интервью с разработчиками указывал среди источников вдохновения нехудожественные книги «Мир без нас» Алана Вайсмана и «Полиомиелит: Американская история» Дэвида Ошинского, художественные книги «Дорога» Кормака Маккарти, «Последний город на Земле» Томаса Маллена и «Город» Дэвида Бениоффа, фильмы «Старикам тут не место», «Железная хватка» и «Проклятый путь».
Музыка, уникальная для игр в серии, написана известным композитором Густаво Сантаолальей, который получил множество наград за свои композиции к фильмам и играм.

## Игры серии
- The Last of Us (2013) — PlayStation 3
  - The Last of Us: Left Behind (2014) — PlayStation 3
  - The Last of Us Remastered (2014) — PlayStation 4
  - The Last of Us Part I (2022) — PlayStation 5, Windows
- The Last of Us Part II (2020) — PlayStation 4
  - The Last of Us Part II Remastered (2024) — PlayStation 5, Windows

#### The Last of Us
Первая часть игры The Last of Us, была выпущена эксклюзивно для игровой консоли PlayStation 3 14 июня 2013 года во всём мире компанией Naughty Dog.

#### The Last of Us: Left Behind
Является сюжетным дополнением к The Last of Us, была анонсирована 14 ноября 2013 года в рамках программы PlayStation All Access и вышла 14 февраля 2014 года для PlayStation 3 и позже 30 июля 2014 года для PlayStation 4. Игра доступна как дополнительный загружаемый контент от The Last of Us.

#### The Last of Us Remastered
Является обновлённой версией игры The Last of Us, выпущенной для PlayStation 4 29 июля 2014 года. Среди незначительных дополнений к геймплею, игра отличается улучшенной графикой и улучшенным рендерингом, включая увеличенную дальность прорисовки, улучшенные боевые действия и более высокую частоту кадров (частота в 60 кадров в секунду с разрешением 1080p). Игра также включает в себя все загружаемые контенты от первой части игры.

#### The Last of Us Part II
Вторая часть игры серии The Last of Us была анонсирована 3 декабря 2016 года на пресс-конференции PlayStation Experience и выпущена эксклюзивно для игровой приставки PlayStation 4.

#### The Last of Us Part I
Обновлённая версия игры The Last Of Us, выпущенной для PlayStation 4 29 июля 2014 года. Была анонсирована 9 июня 2022 года на платформы PC и PS5. Выход на платформу PS5 состоялся 2 сентября 2022 года, а на PC 28 марта 2023 года. Игра отличается улучшенной графикой, продвинутой лицевой анимацией.

#### Отменённая многопользовательская игра во вселенной The Last of Us
Изначально для второй части разрабатывался многопользовательский режим, как это было в оригинальной игре; Ньюман и Маргенау подтвердили существование многопользовательского режима на выставке E3 в июне 2018 года. В сентябре 2019 года Нил Дракманн и геймдизайнер Эмилия Шатц отметили, что игра будет сосредоточена исключительно на однопользовательской кампании. Компания Naughty Dog опубликовала заявление, в котором подтвердила, что продолжает разработку многопользовательской игры, но «когда и где будет это реализовано, ещё предстоит определить». После выхода второй части в 2020 году она увеличила количество вакансий, связанных с разработкой мультиплеера. На Summer Game Fest в июне 2022 года Дракманн подтвердил, что игра выйдет в качестве отдельного проекта, и показал первый концепт-арт. По его словам, она будет «такой же большой», как и однопользовательские игры Naughty Dog, в ней появятся новые персонажи и новое место действия в США, предположительно, Сан-Франциско. Разработкой руководили Ньюман и Винит Агарвал, а также нарративный дизайнер Джозеф Петтинати.
По словам Джейсона Шрайера из Bloomberg News, в мае 2023 года разработка была свёрнута, многие разработчики перешли в другие проекты, а Sony пересмотрела своё направление; по просьбе Sony дочерняя компания Bungie провела оценку игры и усомнилась в её способности поддерживать вовлечённость игроков. По словам Kotaku, в октябре игра была «практически заморожена» после волны увольнений в Naughty Dog. В декабре Naughty Dog объявила об отмене игры под названием The Last of Us Online, отметив, что амбициозные масштабы игры заставил бы студию направить все ресурсы на неё, а не на будущие однопользовательские игры.
Дракманн и Гросс написали набросок сюжета, действие которого разворачивается после событий второй части, но отметили, что он не находится в активной разработке. Позднее Дракманн уточнил, что этот набросок относился к «небольшой истории», посвящённой брату Джоэла Томми, а не к полноценному сиквелу. Что касается возможной третьей основной части серии, Дракманн сказал, что «есть ещё много историй, которые можно рассказать». В апреле 2023 года Дракманн подтвердил, что у него есть концепт третьей основной игры серии, заявив, что «возможно, в этой истории будет ещё одна глава».

## Состав разработчиков
| Год  | Игра                   | Руководители                               | Продюсер(ы)                               | Геймдизайнер(ы)            | Сценарист(ы)              | Программист(ы)                    | Художник(и)                 | Композитор(ы)       |
| ---- | ---------------------- | ------------------------------------------ | ----------------------------------------- | -------------------------- | ------------------------- | --------------------------------- | --------------------------- | ------------------- |
| 2013 | The Last of Us         | Нил Дракманн, Брюс Стрейли                 | Эван Уэллс, Кристоф Балестра, Сэм Томпсон | Джейкоб Минкофф            | Нил Дракманн              | Трэвис Макинтош, Джейсон Грегори  | Эрик Пангилинан             | Густаво Сантаолалья |
| 2020 | The Last of Us Part II | Нил Дракманн, Энтони Ньюман, Курт Маргенау | Эван Уэллс, Сэм Томпсон                   | Эмилия Шац, Ричард Камбьер | Нил Дракманн, Хэлли Гросс | Трэвис Макинтош, Кристиан Гирлинг | Эрик Пангилинан, Джон Суини | Густаво Сантаолалья |

## Медиа
- The Last of Us: American Dreams (2013) — серия комиксов
- Одни из нас (с 2022) — телесериал по мотивам игр
- The Last of Us: Escape the Dark — настольная ролевая игра

### The Last of Us: American Dreams
Серия из четырёх выпусков комиксов на основе игры The Last of Us, книга вышла в период с 3 апреля по 31 июля 2013 года.

### Одни из нас
Постапокалиптический телесериал американского канала HBO. Основан на первой части The Last of Us и рассказывает историю контрабандиста Джоэла (Педро Паскаль), который сопровождает девочку-подростка Элли (Белла Рамзи) через постапокалиптические США.